# 2018-as svédországi gyújtogatások
A 2018-as svédországi gyújtogatásokat 2018. augusztus 13-án hajtották végre tíz fő körüli, fiatalokból álló bandák a Délnyugat-svédországi Göteborg városában, Falkenbergben, Trollhättanben és Lysekilben, valamint Malmö és Helsingborg városokban is. Mintegy tucatnyi autó égett ki hétfő éjjel Stockholm, Uppsala és Åkersberga városokban is. A gyújtogatások érintették Göteborg város több kerületét is, többek  között Göteborg Gårdstent, Hjällbót és Frölundát. A göteborgi gyújtogatások mintegy 20 különböző helyszínt foglalnak magukba. A gyújtogatásokhoz kiérkező rendőröket kövekkel támadták meg Trollhättemben. A gyújtogatók több helyen köveket is hajigáltak a környékükön álló járművek irányába. A garázdálkodó fiatalkorúak fekete ruhát viseltek, arcukat pólókkal, maszkokkal, csuklyákkal takarták el, hogy ne lehessen őket beazonosítani. Az autókat gyújtóbombákkal gyújtották fel. Az egyik helyszínen mintegy 40 fő látható a gyújtogatók között. A hjallbói tűzesthez mintegy 40 tűzoltót riasztottak.
Trollhättenben hat autót gyújtottak fel fiatalok. A helyi rendőrségi szóvivő, Ulla Brehm nyilatkozata alapján az iskolakezdés előtti héten megnő az ilyen típusú esetek száma az országban.
A göteborgi rendőrség azt feltételezi, hogy a közösségi médiában szervezték meg a fiatalok az összehangolt akciót, ám ezt a körülményt még nem sikerült tisztáznia a hatóságoknak. Személyi sérülésekről nem érkeztek hírek. A gyújtogatások során összesen mintegy 100, más források szerint csak Göteborgban 88 gépjárműben esett kár, főleg személygépkocsikban, de teherautók és lakókocsik is érintettek. A rendőrség a vandálok azonosítását, valamint az ügyben történő hatósági eljárást megkezdte. Este 10 óra körül még nem történtek letartóztatások a gyújtogatásokkal kapcsolatban. A hatóságok egyelőre még nem tudják pontosan, hány ember vett részt a gyújtogatásban.
2018. augusztus 14-én újabb négy autót gyújtottak fel Västra Frölunda (2 db), Mölndal és Borås területén. Január elseje és július között Svédországban már 1835 autót gyújtottak fel az országban a hatóságok közlése szerint, amely elmarad a tavalyi 2263 darabtól, ugyanerre az időszakra vetítve.

## Gyanúsítottak
A gyújtogatásokkal kapcsolatban letartóztattak egy 16, egy 21 éves és egy húszas éveiben járó férfit. Az utóbbit a török határőrök tartóztatták fel a török határon. Az eset kapcsán újabb és újabb letartóztatások várhatóak, ahogyan a nyomozók sorra azonosítják be az elkövetőket.

### Az események háttere
A gyújtogatások okát egyelőre vizsgálják, de még nem sikerült rá fényt deríteni. Svédországban 2018. szeptember 9-én tartottak parlamenti választásokat. 

### Reakciók
A svéd miniszterelnök, Stefan Löfven szerint a gyújtogatás: "Nagyon szervezettnek tűnt, mint egy katonai művelet."